# Carya texana
Carya texana là một loài thực vật có hoa trong họ Juglandaceae. Loài này được Buckley mô tả khoa học đầu tiên năm 1861.